# الانطباعية الجديدة
الانطباعية الجديدة هو مصطلح ابتدعه الناقد الفني الفرنسي  فيليكس فينيون في عام 1886 لوصف الحركة الفنية التي أسسها جورج سورا. وتعتبر لوحة سورا الشهيرة «بعد ظهر يوم أحد على جزيرة لا غراند جات»  بداية هذه الحركة عند ظهورها  الأول في معرض صالون قصر المعلقات (Société des Artistes Indépendants) في باريس. في ذلك الوقت كانت ذروة فرنسا العصر الحديث وكان العديد من الرسامين في بحث مستمر عن أساليب جديدة. أتباع الانطباعية الجديدة على وجه الخصوص كانوا منجذبين للمشاهد الحضرية فضلا عن المناظر الطبيعية والشواطئ. تفسير الخطوط والألوان وفهمها المعتمد على العلم أثر في فن أتباع الانطباعية الجديدة  وشخصياته وخواصه في ذلك الوقت. والأساسيب التنقيطية والتقسيمية غالبا ما كانت تذكر عند الحديث عن الانطباعية الجديدة حيث كانت الأساليب المهيمنة في بداية الحركة الانطباعية الجديدة.
يزعم البعض أن الانطباعية الجديدة أصبحت أول حركة طليعية حقيقية في الرسم. تمكن الانطباعيون الجدد من إنشاء حركة بسرعة كبيرة في القرن التاسع عشر، ويرجع ذلك جزئيًا إلى ارتباطها القوي بالأناركية، والذي حدد وتيرة ثابتة للمظاهر الفنية اللاحقة. كانت الحركة والأسلوب محاولة لتحقيق رؤية «متناسقة» من العلم الحديث والنظرية الأناركية، دارت نقاشات في أواخر القرن التاسع عشر حول قيمة الفن الأكاديمي. وكان فنانو الحركة قد «وعدوا بتوظيف النظريات البصرية والنفسية-البيولوجية في السعي وراء توليف كبير بين المثالي والحقيقي، والملاحق والأساسي، والعلم والفطرة». 

## نظرة عامة

### مبادئ الجمالية: الضوء واللون
سعى سورا وأتباعه، في أثناء ظهور الانطباعية الجديدة، إلى صقل السلوكيات الفنية الاندفاعية والبديهية للانطباعية. استخدم الانطباعيون الجدد شبكات منظمة من النقاط والكتل اللونية لتلبية رغبتهم في غرس شعور بالتنظيم والديمومة. دمج سورا التفسيرات الأخيرة للتصورات البصرية واللونية لتعريف الحركة بشكل أفضل.
لعب تطوير مشيل أجين شفرول وآخرون لنظرية الألوان في أواخر القرن التاسع عشر دورًا محوريًا في تشكيل الأسلوب الانطباعي الجديد. اعترف كتاب أوغدن رود، اللونيات الحديثة، وتطبيقاتها في الفن والصناعة، بالسلوكيات المختلفة التي يظهرها الضوء الملون والصباغ الملون. فبينما خلق الخليط الأول لونًا أبيضًا أو رماديًا، أنتج اللون الأخير لونًا غامقًا ومعتمًا. توجب على الانطباعيين الجدد، كرسامين، التعامل مع الأصباغ الملونة، لذا، ابتكروا شبكة من الألوان النقية المتجاورة لتجنب الرتابة. ولم يكن خلط الألوان ضروريًا. سهل الاستخدام الفعال للتنقيط الحصول على تأثير ضوئي متميز، إذ اجتمعت النقاط معًا، من مسافة محددة، لإظهار أقصى قدر من التألق والتوافق مع ظروف الإضاءة الفعلية. 

### أصول المصطلح
يوجد عدد من البدائل لمصطلح «الانطباعية الجديدة» ولكل منها فارق بسيط: فضّل جورج سورا مصطلح السطوعية الصبغية. وأكد على دراسات اللون والضوء التي كانت محورية في أسلوبه الفني. أصبح استخدام هذا المصطلح نادرًا اليوم. يستخدم أيضًا مصطلح التقسيمية، وهو أكثر شيوعًا، لوصف نمط من الرسم الانطباعي الجديد. يشير إلى طريقة استخدام خطوط فردية للألوان المتكاملة والمتباينة. لم يُعط مصطلح «الانطباعية الجديدة»، على عكس التسميات الأخرى لهذا العصر، كنقد. بل احتضن مُثل سورا وأتباعه في نهجهم للفن. ملاحظة: لا تصف التنقيطية سوى تقنية لاحقة تستند إلى التقسيمية إذ تطبق فيها النقاط اللونية بدلًا من الكتل اللونية.

### مجموعة الرسامين الانطباعيين الجدد
قُدمت الانطباعية الجديدة لأول مرة للجمهور في عام 1886 في معرض المستقلين. ظل معرض المستقلين مكان العرض الرئيسي لهم لعقود من الزمن مع سينياك كرئيس للجمعية. ولكن انتشرت شهرة الانطباعية الجديدة بسرعة بعد نجاحها. دُعي سورا وسينياك في عام 1886، للمشاركة في المعرض الانطباعي الثامن والأخير، وإلى ليه فانت (Les Vingt) ولا ليبر إيستيتيك في بروكسل لاحقًا.
في عام 1892، تجمعت مجموعة من الرسامين الانطباعيين الجدد لعرض أعمالهم في باريس، في معارض بريبانت، 32، بلوفار بويسونيه. عرضوا في العام التالي في 20 شارع رو لافيت. رافقت المعارض كتالوجات، أشار أولها إلى الرسام: بواسطة ففي مونوم، بروكسل؛ وأشار الثاني إلى سكرتارية السيد مولين. التقى بيسارو وسيورا في معرض دوراند رويل في خريف عام 1885 وبدآ في تجربة تقنية باستخدام نقاط صغيرة من الألوان المتجاورة. طورت هذه التقنية من قراءات تاريخ الفن الشعبي والجماليات (المسؤول الفرنسي تشارلز بلان ومختص الجماليات السويسري ديفيد سوتر) وكتيبات الفنون الصناعية والزخرفية وعلم البصريات والإدراك. في ذلك الوقت، بدأ بيسارو المشاركة مع المجموعة التي ساعدت في تأسيس جمعية الفنانين المستقلين في عام 1884. حضر بعض أعضاء المجموعة تجمعات للمؤلفين الطبيعانيين والرمزيين في منزل روبرت كايز الذي كان كوميونيًّا سابقًا وصحفيًا جمهوريًا راديكاليًا. تعرف الرسامون هناك على بعضهم البعض، وعرض الكثيرون أعمالهم في معارض المستقلين طوال حياتهم. طلب بيسارو من سورا وسيناك المشاركة في المعرض الانطباعي الثامن في مايو 1886. عُرضت في هذا المعرض لوحة بعد ظهر يوم أحد على جزيرة لا غراند جات. كان لهم قاعة منفصلة في العرض. وساعد تحرير الجمهوريين لقوانين الصحافة عام 1881 هذه الحركة الطليعية. سهّل ذلك على الأشخاص بدء صحفهم الخاصة، ما أتاح نشر المزيد من النقد الفني.
جذبت فكرة «البدائية الحديثة» هذه المجموعة وبدأت مع سيناك. بعد عرض سورا لوحة لا غراند جات، صاغ الناقد فينيون مصطلح الانطباعية الجديدة. عرض بيسارو وابنه لوسيان وسيناك أعمالهم في نفس الفترة. وسرعان ما بدأ فنانون آخرون في الانضمام إلى الحركة بما في ذلك تشارلز أنغراند وهنري إدموند كروس وألبرت دوبوا بيليه وليو غاوسون ولويس هاييه وماكسيميليان لوس. أسرت جاذبية التقنيات العلمية والجديدة الفنانين الشباب لهذه الحركة. ثم انتشرت الحركة في الخارج عندما دُعي سورا وبيسارو إلى ليه فانت، التي كانت جمعية طليعية في بروكسل. أصبح هذا الأسلوب الشكل السائد في بلجيكا بحلول عام 1889 وجرب فنانون مثل فان جوخ هذا الأسلوب.
كانت مهمة سورا كفنان هي الإشادة بقوة اللون النقي والقوة التعبيرية للخط واللون والقيمة، وإصلاح الانطباعية وتقاليد الفنون الجميلة. كان سورا «يريد أن يُعتبر اختصاصي فنون، لذا استعار من العلم بعض علامات تأثيره، بما فيها انتظام الأسلوب ووضوحه». يمكن مقارنة ذلك بكيفية «رؤية سيناك وتأكيده على العلاقة بين الأناركية، وأسلوب الانطباعية الجديدة، وموقع البحر الأبيض المتوسط، والتقاليد الكلاسيكية في الرسم». رأى سيناك البحر الأبيض المتوسط كمكان للفن الأناركي الطليعي. نادرًا ما يصور الرسامين الطليعيين البحر الأبيض المتوسط ويرجع ذلك جزئيًا إلى الارتباط بين جنوب فرنسا والكلاسيكية الأكاديمية بالإضافة إلى المحافظة الثقافية والسياسية. اتبع سيناك الأمثلة الأدبية لستندال وغي دي موباسان، اللذان ربطا المنطقة بالحرية، وذلك بعد تحديد مشاهده الريفية في الجنوب، «وصف ستندال الجنوب بأنه مكان الحرية حيث كانت أسوأ أخطاء المجتمع الرأسمالي أقل رسوخًا مما كانت عليه في الشمال». واعتبر ستندال الجنوب مرتبطًا بالبلدان «اللاتينية» الأخرى «خارج المجتمعات المتحضرة المهتمة بالمال».

### التطور
استمرت سنوات الذروة لهذه الحركة نحو خمس سنوات (1886-1891)، لكنها لم تنته بوفاة جورج سورا في عام 1891. استمرت الانطباعية في التطور والتوسع خلال العقد التالي واكتسبت خصائص أكثر تميزًا. بدأ يظهر دمج للأفكار السياسية والاجتماعية، وخاصةً الأناركية. بدأ الانطباعيون الجدد، بعد وفاة سورا بسبب إصابته بالخناق ووفاة صديقه ألبرت دوبوا بيليه بسبب إصابته بالجدري في العام السابق، في تغيير صورهم وتقويتها من خلال التحالفات الاجتماعية والسياسية. شكلوا روابط مع الحركة الأناركية الشيوعية وبذلك، انجذب العديد من الفنانين الشباب إلى هذا «المزيج من النظرية الاجتماعية والفنية». في أواخر تسعينيات القرن التاسع عشر، عاد سيناك إلى اعتقاده السابق بالانسجام البصري للأسلوب الانطباعي الجديد، والاعتقاد بأنه يُعبر على مُثله العليا. وأكد أيضًا أن الانطباعيين الجدد لا يسعون إلى الواقعية. لم يرغبوا في التقليد، بل كان لديهم «الإرادة لخلق الجمال.... نحن مخطئون، مخطئون مثل كورو، مثل كارير، مخطئون، مخطئون! لكننا نملك أيضًا نموذجنا المثالي؛ ومن الضروري أن نضحي من أجله بكل شيء». شكلت هذه العودة إلى الأسلوب السابق إبعادًا وتسببت في حدوث انشقاقات وتوترات داخل مجتمع الانطباعيين الجدد المتماسك سابقًا.